# Nanticoke (New York)
Nanticoke è un comune degli Stati Uniti d'America, situato nello Stato di New York, nella contea di Broome.